# Cerro Porquesa
Cerro Porquesa är ett berg i Chile.   Det ligger i provinsen Provincia del Tamarugal och regionen Región de Tarapacá, i den norra delen av landet, 1 500 km norr om huvudstaden Santiago de Chile. Toppen på Cerro Porquesa är 5 155 meter över havet.
Terrängen runt Cerro Porquesa är huvudsakligen kuperad, men österut är den bergig. Cerro Porquesa är den högsta punkten i trakten. Trakten runt Cerro Porquesa är nära nog obefolkad, med mindre än två invånare per kvadratkilometer.. 
Omgivningarna runt Cerro Porquesa är i huvudsak ett öppet busklandskap.